# 道の駅いとだ
道の駅いとだ（みちのえき いとだ）は、福岡県田川郡糸田町にある国道201号の道の駅である。

## 施設
- 駐車場
  - 普通車：94台
  - 大型車：18台
  - 身障者用：2台
- トイレ
  - 男：14器
  - 女：10器
  - 身障者用：1器
- 公衆電話
- おじゅごんち市場 からすお
  - 農産物直売所（9:00 - 18:00）
  - 飲食コーナー（10:00 - 18:00）※店舗により異なる
  - 飲食コーナー店休日　店舗により異なる
- 情報コーナー

## 休館日
- 年末年始(1月1日、2日）

## アクセス
- 国道201号 - 登録路線